# Herodiano (conde)
Herodiano (em latim: Herodianus) foi um oficial bizantino do século VI, ativo durante o reinado do imperador Justiniano (r. 527–565).

## Vida

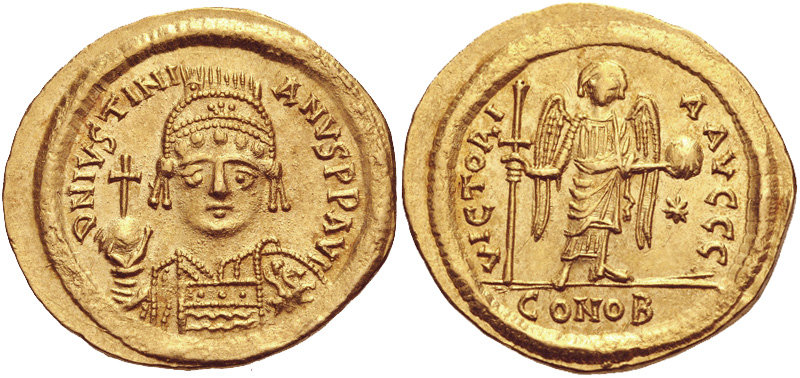
Soldo de Justiniano r.

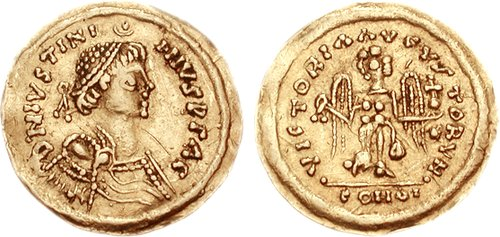
Tremisse de Tótila r.

Aparece em 535, quando foi um dos quatro comandantes (Demétrio, Paulo e Ursicino) de infantaria regular enviados sob Belisário para reconquistar a Itália. Sua posição e ofício eram incertos, mas foi possivelmente um homem espectável e conde dos assuntos militares. No final de 536, quando Belisário deixou Nápoles em direção a Roma, Herodiano ficou para trás com 300 infantes para guardar a cidade. Pode ter se reunido com Belisário no final de 537, quando Procópio de Cesareia reuniu todas as tropas disponíveis em Nápoles e retornou com elas para Roma junto com reforços de Constantinopla sob João.
No verão de 538, foi enviado com Ulíaris e Narses e um grande exército sob o comando geral de Ildígero por mar para aliviar Arímino. Ao avistar a frota, os godos em Arímino, já alarmada pelas numerosas fogueiras acessas por Martinho, entraram em pânico e fugiram. Ildígero e aqueles consigo foram os primeiros a entrar o campo gótico, onde pegaram todos os bens de valor deixados. Em 540, Herodiano foi um dos quatro comandantes que retornaram para Constantinopla com Belisário (os outros foram Ildígero, Martinho e Valeriano).
Em 542, foi comandante das tropas trácias enviado com Maximino por mar de Constantinopla à Itália. A expedição atrasou primeiro no Epiro e então em Siracusa devido ao receio de Maximino em se envolver nos conflitos. Mais tarde no mesmo ano, Herodiano, Fazas e Demétrio foram enviados por Maximino com todas as forças disponíveis para aliviar Nápoles que estava sob cerco do rei Tótila (r. 541–552). Sua frota foi pega numa tempestade e empurrada à costa próximo do campo gótico. Muitos foram mortos ou capturados pelos godos, mas Herodiano e Fazas escaparam devido a seus navios estarem mais distantes do inimigo.
Em 545, foi comandante da guarnição de Espolécio. Quando os godos sitiaram Espolécio, concordou em render a guarnição e a cidade caso nenhuma ajuda viesse em 30 dias e para confirmar o acordo entregou seu filho como refém. No dia marcado, ele e a guarnição renderam-se; Procópio de Cesareia registra o rumor que Herodiano fez isso, pois não podia mais suportar a pressão por dinheiro de Belisário. Estava com Tótila quando o último capturou Roma em dezembro de 546. Em 552, estava com a guarnição de Tótila estacionada em Cumas para guardar a maior parte do tesouro. Foi presumivelmente sitiado em Cumas pelos bizantinos, mas seu destino após sua captura por eles não é registrado.